# Incensário

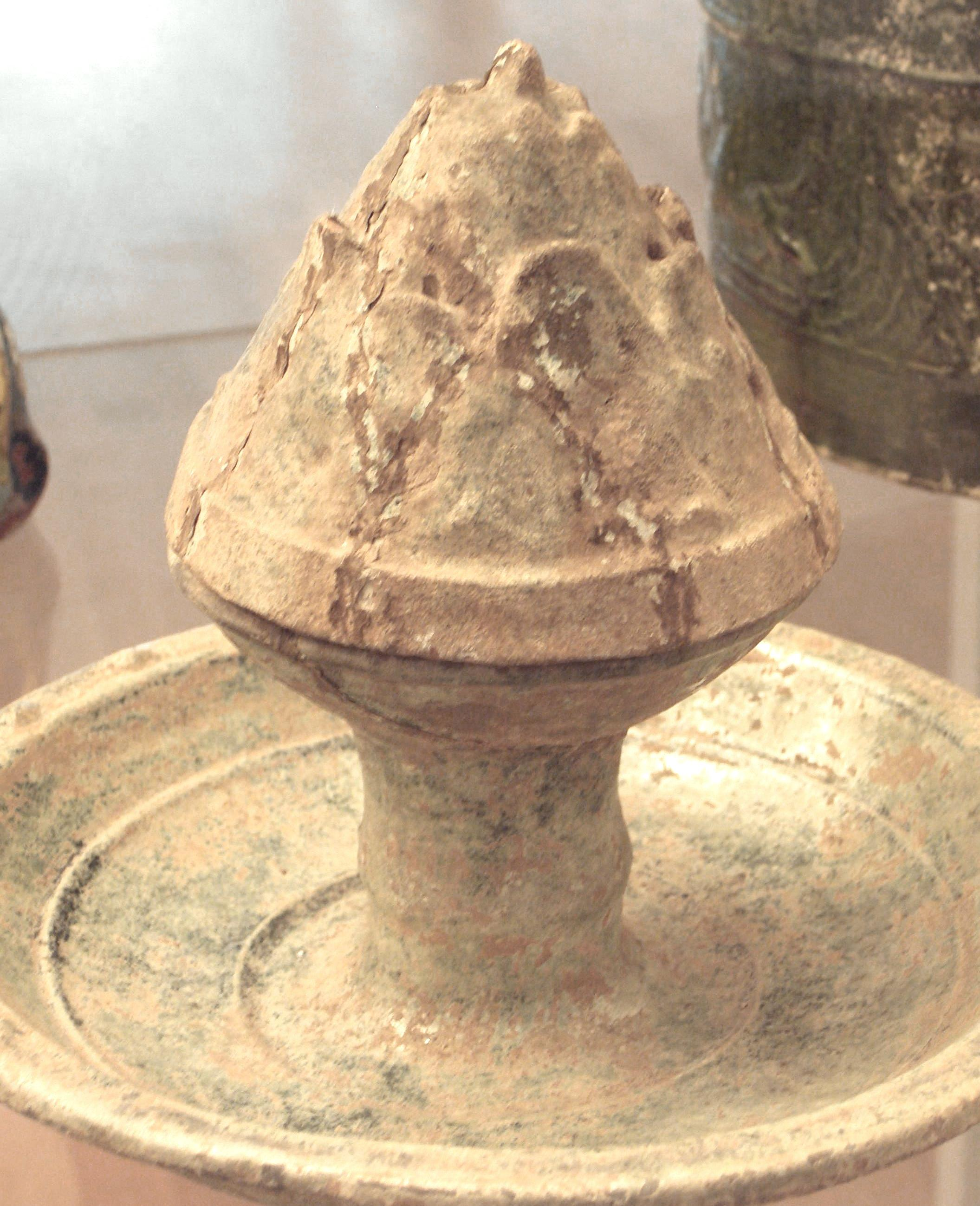
Um incensário

Um incensário é um recipiente ou vaso de metal pendente de candeias no qual se queimam substâncias aromáticas em honra de Deus ou dos santos. O seu uso nas igrejas cristãs remonta ao século IV.

## História
O incensário era na sua origem uma caçoila (espécie de panela de argila ou metal) com brasas acesas, para acender os círios com que se abria o cortejo do imperador romano. Os papas adotaram esse costume, e o turíbulo apareceu não só no cortejo do Papa e do Santo Evangelho, mas também ao redor do altar, umas vezes no chão, outras suspenso no cibório. No século IX aparecem as incensações do altar, do clero, e dos ministros, incensações estas que se multiplicaram nos séculos seguintes.
É citado também na Bíblia. Em Apocalipse 8:3: "Adiantou-se outro anjo e pôs-se junto ao altar, com um turíbulo de ouro na mão. Foram-lhe dados muitos perfumes, para que os oferecesse com as orações de todos os santos no altar de ouro, que está adiante do trono" e em Apocalipse 8:5: "Depois disso, o anjo tomou o turíbulo, encheu-o de brasas do altar e lançou-o por terra; e houve trovões, vozes, relâmpagos e terremotos".
Do turíbulo é inseparável a naveta, caixinha de metal em forma de pequena nave, em que se guarda o incenso.